# Theuderic al III-lea
Thierry al III-lea (sau Theuderic al III-lea) (n. anii 650 d.Hr. – d. 691 d.Hr.) a fost regele francilor din Neustria în 673 și între 675 și 679, apoi regele tuturor francilor din 679 până în 691.

## Biografie
Născut în jurul anului 657, Thierry al III-lea este cel mai mic fiu al regelui Clovis al II-lea și al reginei Bathilde. El îi succede fratelui său, Chlothar al III-lea, în 673.
Marele său maestru de palat, Ébroïn, un personaj energic și controversat, nu este unanim acceptat de către franci, ceea ce duce la izbucnirea unui complot împotriva celor doi. Thierry al III-lea și Ébroïn sunt tonsurați și trimiși în mănăstiri. Thierry este înlocuit de fratele său, Childéric al II-lea, regele Austrasiei.
Doi ani mai târziu, Childéric al II-lea este asasinat de nobili. Thierry al III-lea este rechemat din mănăstirea Saint-Denis și proclamat rege al francilor la Saint-Cloud.
În acest moment, Ébroïn părăsește mănăstirea și revendică funcția de mare maestru al palatului din Neustria. El adună o armată împotriva noului maestru de palat, Leudesius. Acesta, cuprins de panică, fuge împreună cu regele Thierry.
Ébroïn preia puterea, apoi îl asasinează pe Leudesius. În continuare, îl proclamă rege al Austrasiei pe tânărul Clovis, pe care îl prezintă drept fiul defunctului Clotaire al III-lea. Totuși, văzând că nu primește suficient sprijin, Ébroïn renunță la susținerea lui Clovis al III-lea și se mulțumește cu titlul de maestru de palat al Neustriei.
Thierry al III-lea îi acordă iertarea fostului său consilier Ébroïn și îi oferă puteri depline.
În 678, Thierry convoacă un sinod al episcopilor pentru a-l judeca pe episcopul Léger din Autun, acuzat de Ébroïn de complicitate la asasinarea regelui Childéric al II-lea. Deși nu există nicio dovadă împotriva sa, episcopul este destituit de colegii săi și condamnat la moarte de către rege.
În 679, după moartea marelui lor maestru de palat, Wulfoald, austrasienii, conduși de Martin și Pepin de Herstal, se revoltă. Ébroïn și Thierry al III-lea mobilizează armata și înfrâng austrasienii la Lucofao.
În 680, Ébroïn este asasinat de Ermenfred, ceea ce pune în pericol puterea Neustriei. Profitând de această situație, liderul austrasienilor, Pépin de Herstal, instalează în Neustria un maestru de palat favorabil: Waratton.
La moartea acestuia, în 685, funcția este preluată de ginerele său, Berchaire, care rupe relațiile cu Austrasia și restabilește independența Neustriei. Totuși, Pépin de Herstal nu acceptă această situație și lansează o campanie împotriva lui Berchaire și Thierry al III-lea.
În 687, Pépin îi înfrânge în bătălia de la Tertry, iar Neustria este definitiv învinsă.
Regele Thierry al III-lea cade în mâinile lui Pépin de Herstal. Acesta îl lipsește complet de orice putere de decizie și îl obligă să-l urmeze în Austrasia.
În Neustria, Pépin îl lasă pe Norbert, unul dintre fidelii săi, să conducă afacerile regatului.
Thierry al III-lea moare câțiva ani mai târziu, în 691, la vârsta de 34 de ani.

## Familie
Din prima sa căsătorie cu Clotilde, Thierry al III-lea a avut doi fii, Clovis și Childebert, pe care i-a lăsat în urma sa.
Fiul său cel mare, Clovis al IV-lea, îi succede la tron.
Din relația sa cu Dode, probabil o soră a lui Pepin, Thierry al III-lea ar fi fost tatăl regelui Chlothar al IV-lea, precum și al Bertradei de Prüm.

## Mormântul
Thierry al III-lea a fost înmormântat în abația Saint-Vaast din Arras, pe care o înzestrase cu numeroase favoruri.
După ce a asigurat regența în timpul domniei fiului lor, Clovis al IV-lea, soția sa, Clotilde (cca. 650 – cca. 692/694), i s-a alăturat în mormânt.
Pe mormântul lor a fost ridicat un mausoleu magnific în secolul al XIII-lea, care a fost păstrat până la mijlocul secolului al XVIII-lea. În 1747, asemenea altor monumente, mormântul a fost mutat în subsolurile abației, dar nu a mai fost niciodată regăsit.